# Михаил Малеин
Михаил Малеин (на гръцки: Μιχαήλ Μαλεΐνος) е византийски монах и аскет от първата половина на X век, почитан в образа на преподобен от Православната църква. Произхождал от богато земевладелско семейство от Кападокия, но отрано се отказал от светския живот и се замонашил в Киминската планина в Мала Азия, където основал редица манастири. Бил духовен наставник на свети Атанасий Атонски, който по негов пример основал манасрира Великата лавра в Атон. Православната църква чества празника му на 12 юли.

## Живот
Роден е със светското име Мануил около 894 г. в Харсианската област. Баща му е Евдоким Малеин, член на могъщия аристократичен клан на Малеините, а майка му Анастасо Адралестина е роднина на византийския император Роман I Лакапин (920 – 944 г.) Мануил имал шест братя и сестри, сред които е изтъкнатият генерал Константин Малеин и една неизвестна по име сестра, която се омъжила за генерала Варда Фока Стари и циментирала тесните връзки на семейството с могъщия клан на Фокидите.
Тъй като се падал и роднина на император Лъв VI Мъдри, Мануил отрано бил приет на служба в двореца, където получил ранг на спатарокандидат След смъртта на Лъв VI 18-годишният Мануил се оттеглил от светския живот и се отдал на аскетизъм на Киминската планина във Витиния, където се поставил под духовното ръководство на стареца Йоан Еладит и приел монашество под името Михаил. След известно време получил разрешение от стареца си да се установи в една близка пещера, където прекарвал времето си в молитвено съсредоточие, а до манастира слизал само в събота и в неделя, за да участва в богослуженията и да взема причастие.
С примера си Михаил Малеин привлякъл много хора към аскетичен живот в областта и той основал манастир на едно изолирано място, наречено Сухо езеро, съставяйки и неговия строг манастирски устав. След като манастирът бил устроен, Михаил се оттегли на друго изолирано място, където основал друг манастир. Така благодарение на неговите усилия Киминската планина била покрита с множество монашески общности.
Аскетизмът на Михаил Малеин оказал голямо влияние върху бъдещия император Никифор Фока, който му бил племенник, както и върху Атанасий Атонски, който започнал монашеския си път в манастира на Михаил Малеин около 953 г., а по-късно основал манастира Великата лавра на Атон по негов пример и с негови средства.
След повече от петдесет години монашески живот Михаил Малеин починал на 12 юли 961 г. на Киминската планина.
Житието на Михаил Малеин било написано от неговия ученик Теофан, който прекарал с Малеин около четирдесет години.
Михаил Малеин е почитан като личен покровител от първия руски цар от династията на Романови – Михаил Фьодорович, който бил роден на 12 юли и бил кръстен Михаил в негова чест. Поради тази причина през XVII век култът към Михаил Малеин получава широко разпространение в Русия, където са издигнати множество параклиси в негова чест.